# 1919 en architecture
| Années de l'architecture : 1916 - 1917 - 1918 - 1919 - 1920 - 1921 - 1922    |
| Décennies de l'architecture : 1880 - 1890 - 1900 - 1910 - 1920 - 1930 - 1940 |

Cet article présente les faits marquants de l'année 1919 en architecture.

## Réalisations
- La großes Schauspielhaus construite par Hans Poelzig ouvre à Berlin.
- L'architecte allemand Mies van der Rohe projette un gratte-ciel en verre et acier.

## Événements
- 12 avril : fondation du Staatliche Bauhaus, école d’architecture et d’art, par Walter Gropius à Weimar en Allemagne.
- Début de l'aventure épistolaire de la Gläserne Kette.

## Récompenses
- Royal Gold Medal : Leonard Stokes.
- Prix de Rome : Jacques Carlu.

## Naissances
- 21 juin : Paolo Soleri.
- 12 décembre : Giancarlo De Carlo († 4 juin 2005).

## Décès
- 30 avril : Miguel Ventura Terra (° 14 juillet 1866).